# سجل أعمال تجارية
سجل الأعمال التجارية عبارة عن مستند يُسجل فيه تعاملات الأعمال التجارية. تتضمن سجلات الأعمال التجارية محاضر ومذكرة الاجتماع وعقود توظيف ومستندات مصدر المحاسبة.
يجب أن تكون سجلات الأعمال التجارية قابلة للاسترداد في تاريخ لاحق حيث يمكن مراجعة التعاملات التجارية بدقة على النحو المطلوب. ومنذ أن اعتمدت الأعمال التجارية على الثقة والأمانة، فلا ينبغي فقط أن يكون السجل دقيقًا وسهل استرداده، بل يجب النظر في العمليات المتعلقة بتأسيسها واستردادها عن طريق العملاء ومجتمع الأعمال التجارية لتقدم باستمرار سجلاً كاملاً ودقيقًا دون فجوات أو إضافات.
لقد حددت سجلات الأعمال التجارية فترات الاستبقاء بناءً على المتطلبات القانونية أو السياسات الداخلية للشركة. وهذا مهم جدًا لأنه مطلوب في وثائق العديد من البلدان (بما في ذلك الولايات المتحدة) بموجب القانون يتم الإفصاح عنها للهيئات النظامية الحكومية أو لعامة الناس. وأيضًا قد تكون هذه الأعمال قابلة للكشف إذا كانت الأعمال التجارية تم رفعها. وبموجب استثناء سجلات الأعمال التجارية في قواعد الإثبات الفيدرالية، قد تعتبر أنواع محددة من سجلات الأعمال التجارية، لا سيما هذه التي أُعدت وحُفظت بانتظام، مقبولاً في محكمة رغم احتوائها على شهادات سماع.